# Rutnica
Rutnica (deutsch Wilhelminenhof) ist ein Wohnplatz in der Woiwodschaft Westpommern in Polen. Er gehört zur Gmina Przelewice (Gemeinde Prillwitz) im Powiat Pyrzycki (Pyritzer Kreis).
Der Wohnplatz liegt in Hinterpommern, etwa 55 km südöstlich von Stettin und etwa 20 km südöstlich der Kreisstadt Pyritz.
Wilhelminenhof war jedenfalls im 19. Jahrhundert ein Vorwerk des Rittergutes in Schönow. Wann es angelegt wurde, ist nicht überliefert. Bei der Volkszählung im Deutschen Reich 1871 wurden in Wilhelminenhof 6 Einwohner in 1 Wohnhaus gezählt, im Jahre 1910 wurden 15 Einwohner gezählt.
Bis 1945 bildete Wilhelminenhof einen Wohnplatz in der Gemeinde Schönow und gehörte mit dieser zum Landkreis Pyritz in der preußischen Provinz Pommern.
Nach dem Zweiten Weltkrieg kam Wilhelminenhof, wie ganz Hinterpommern, an Polen. Es erhielt den polnischen Ortsnamen „Rutnica“.